# Канелоцвіті
Канелоцвіті (Canellales) — порядок рослин клади магноліїди (Magnoliids). Порядок об'єднує приблизно 136 видів ароматичних дерев і чагарників. Winteraceae має скам'янілості, що знаходяться в аптському ярусі (125—139 мільйонів років тому). Безсудинність деревини Winteraceae, як правило, інтерпретуються як примітивну властивість.

## Опис
Рослини в порядку можуть бути ідентифіковані такими властивостями; це вічнозелені деревні голі рослини; ароматичні, поцятковані, прості, чергові листи з цілими полями; часто ароматична кора. Кора й листки або гіркі на смак. У Winteraceae вільні тичинки й гінецей, у Canellaceae тичинки сплавлені в трубку, гінецей сплавлений. Плоди — ягоди.

## Систематика
Canellales
- Canellaceae
  - Canella
  - Cinnamodendron
  - Cinnamosma
  - Pleodendron
  - Warburgia
- Winteraceae
  - Drimys
  - Pseudowintera
  - Tasmannia
  - Takhtajania
  - Zygogynum

## Поширення
Canellaceae поширені в тропічній Америці й Африці, а Winteraceae — в тропічних і помірних регіонах здебільшого південної півкулі.

## Використання
Більшість членів порядку мають мало економічного значення. Drimys winteri культивується в багатьох частинах світу в садах та дендропарках; це невелике кущове дерево квітує впродовж більшої частини року та має привабливі білі квіти приблизно 2.5 см в діаметрі.

## Галерея

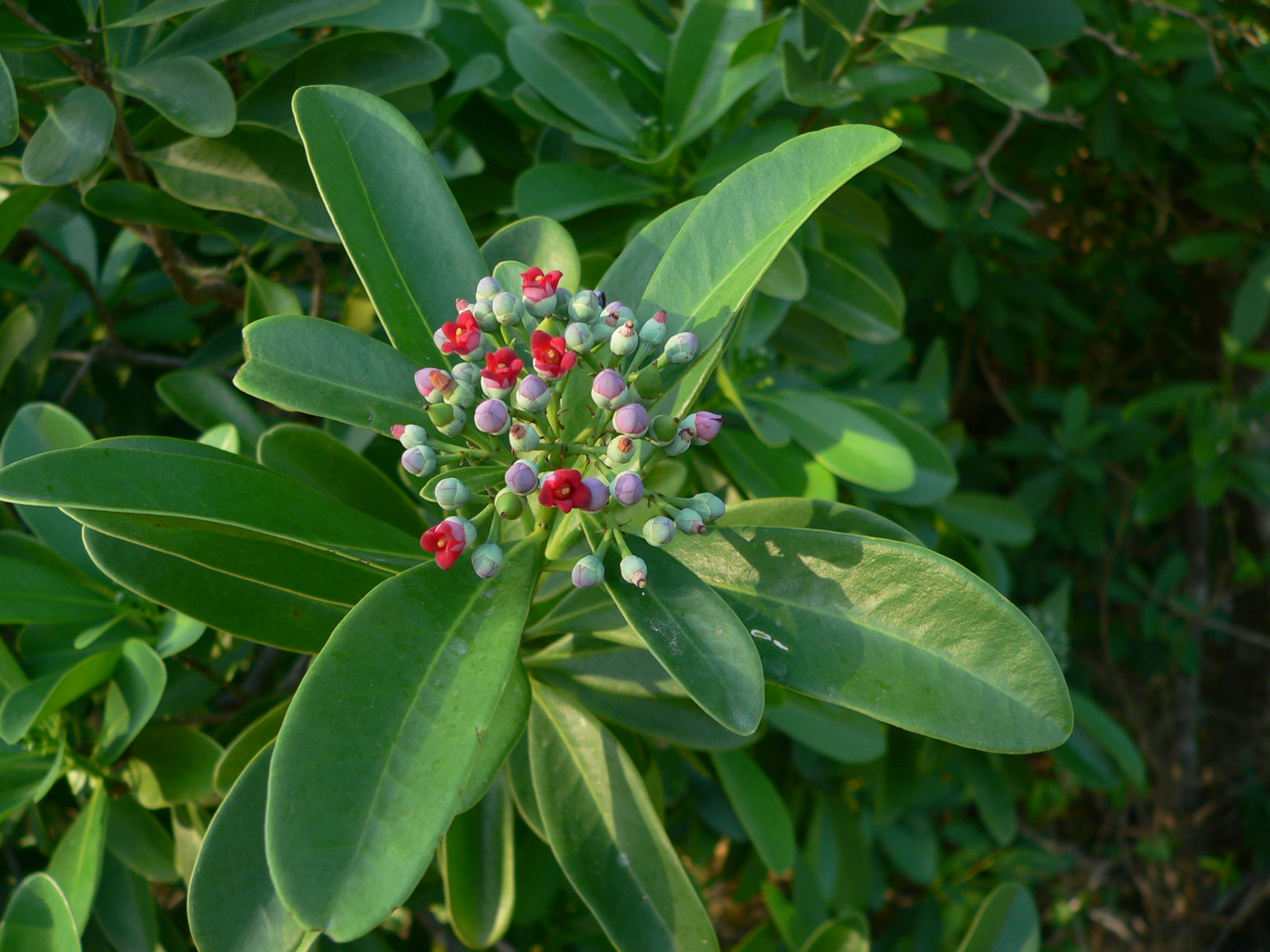
Canella winterana — типовий вид родини Canellaceae
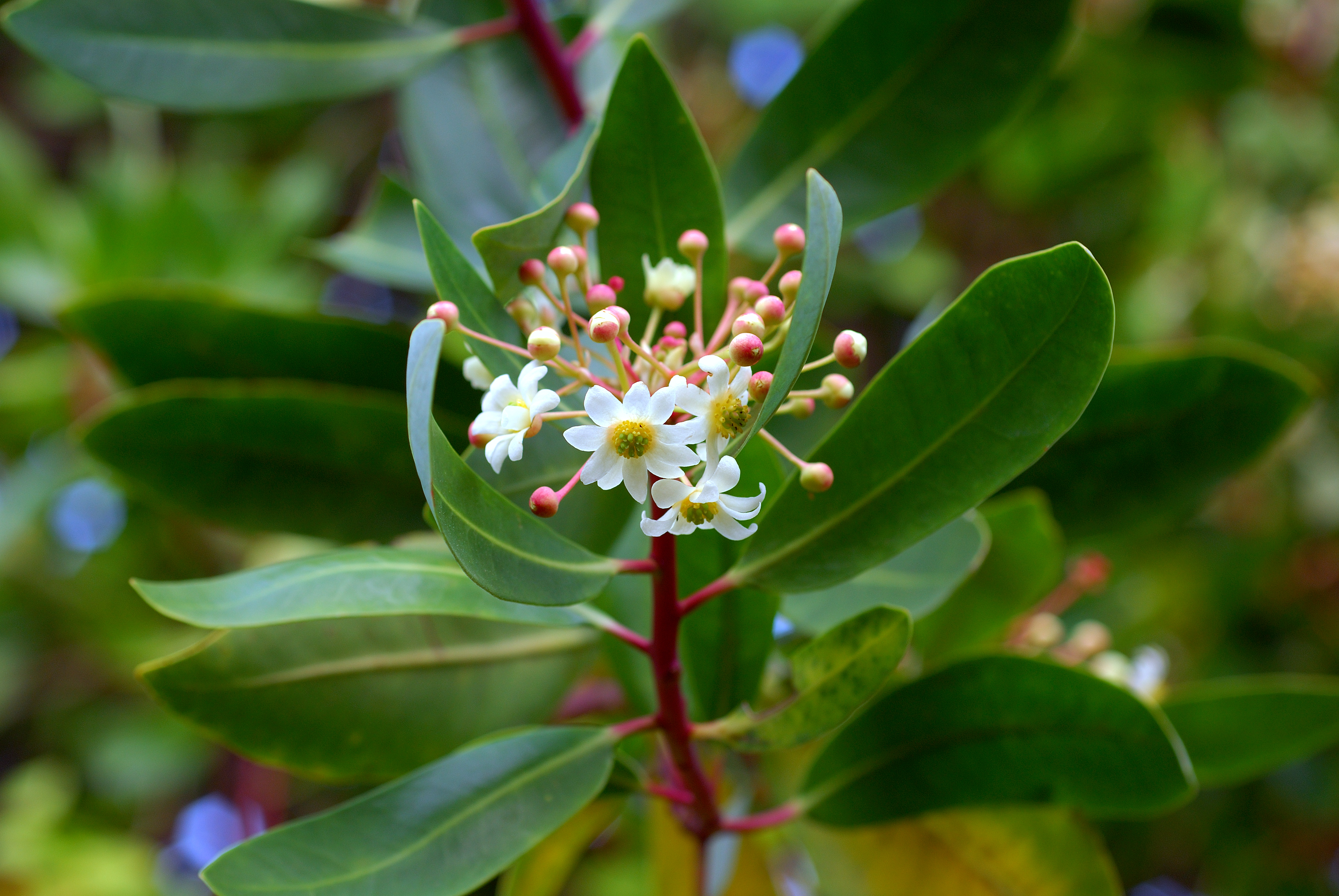
Drimys winteri — типовий вид родини Winteraceae